# Diabetes insípida nefrogénica
La diabetes insípida nefrogénica es una forma poco común de diabetes insípida causada por un defecto funcional en el riñón. En esta enfermedad los riñones se muestran incapaces para retener agua mientras están efectuando su función de filtrado de la sangre. Al ser incapaces de concentrar la orina, los pacientes que experimentan esta enfermedad pierden enormes cantidades de agua, lo cual se manifiesta por una notoria poliuria, la cual es responsable de dar nombre de diabetes a esta condición.
A diferencia de la diabetes insípida neurogénica, la cual es causada por un nivel deficiente de la hormona antidiurética (ADH) (llamada también a veces Arginina vasopresina (AVP)). La diabetes insípida nefrogénica es causada por una respuesta inapropiada del riñón ante la acción de la ADH, lo que conduce a una disminución en la capacidad del riñón para concentrar la orina.

## Etimología y caracterización
El nombre de esta enfermedad proviene de:
- Diabetes -  Del Latín diabetes, a su vez derivada del Griego diabetes "Excesiva descarga de orina". Literalmente significa "pasar a través". Del griego diabainein "Atravesar".
- Insípida - "Sin sabor o esencia perceptible" Del Latín. inspidus "Sin sabor".

Esto es porque los pacientes experimentan poliuria, es decir la excreción de más de 2,5 litros de orina diarios, y a que esa orina no contiene niveles elevados de glucosa (no es dulce como en la diabetes mellitus), y a que se encuentra muy diluida. 
A pesar de compartir un nombre, la diabetes mellitus y la diabetes insípida son dos condiciones enteramente separadas con diferente patogénesis. Ambas causan poliuria, de ahí el nombre similar, pero la diabetes insípida se debe o bien a una falla en la producción de hormona antidiurética (neurogénica o craneal) o a una incapacidad del riñón para responder ante ella (nefrogénica). La diabetes mellitus, en cambio, causa poliuria debido al arrastre osmótico que produce la eliminación de glucosa la cual arrastra consigo una gran cantidad de agua. 
Dentro de la diabetes insípida nefrogénica, a su vez, podemos distinguir sobre la base de su etiopatogenia dos subtipos, la diabetes insípida nefrogénica hereditaria, y la adquirida.

## Patogenia

### Diabetes nefrogénica adquirida
La diabetes nefrogénica adquirida es la forma más común de diabetes con causa renal, se llama así porque no se encuentra presente al nacimiento, sino que surge como consecuencia de un daño renal posterior. Las causas más obvias son una enfermedad renal o sistémica, tales como enfermedad renal poliquística, desbalance electrolítico, u otros tipos de defecto renal.
La principal causa de diabetes nefrogénica adquirida con sintomatología evidente (por ejemplo poliuria) entre la población adulta es la toxicidad por litio cuando se utiliza como medicación, y la hipercalcemia.
La ingestión crónica de litio, aparentemente afectaría a la nefrona al entrar en las células de los túbulos colectores a través de los canales de sodio, acumulándose e interfiriendo con la respuesta normal a la ADH, por un mecanismo que aún no no es muy bien comprendido en toda su extensión.
La hipercalcemia causa natriuria (incremento en la pérdida de sodio por orina) y diuresis de agua, en parte debido a su efecto sobre los receptores sensibles a calcio.
Otras causas de diabetes nefrogénica adquirida incluyen: hipokalemia, poliuria post obstructiva, anemia de células falciformes, amiloidosis, síndrome de Sjögren, enfermedad quística renal, síndrome de Barter y varias drogas.
En adición a las enfermedades sistémicas o renales la diabetes nefrogénica puede presentarse como un efecto colateral de algunos tipos de medicación. La más común y mejor conocida de estas drogas es el litio, sin embargo existen muchas otras drogas que causan este efecto, aunque con menor frecuencia (Anfotericina B, Orlistat, Ifosfomida, Ofloxacina, Cidofovir, Vaptanes, por poner algunos ejemplos).

### Diabetes nefrogénica hereditaria
Esta forma de diabetes puede también ser hereditaria:
| Tipo | OMIM   | Gen   | Locus |
| ---- | ------ | ----- | --- |
| NDI1 | 304800 | AVPR2 | Por lo común, la forma hereditaria de diabetes insípida es el resultado de un desorden hereditario ligado al cromosoma X, el cual causa que el receptor de vasopresina (también llamado a veces receptor V2) que se expresa en riñón, no funcione adecuadamente.                                                                              |
| NDI2 | 125800 | AQP2  | En casos menos frecuentes, una mutación en el receptor de acuaporina 2 impide el normal funcionamiento de los canales de agua en riñón, lo cual resulta en que el riñón sea incapaz de absorber agua. Esta mutación se hereda a través de un patrón autosómico recesivo, aunque algunas mutaciones dominantes se han reportado de vez en vez. |

## Cuadro clínico
La manifestación clínica es similar a la diabetes insípida neurogénica, presentándose con sed incontrolable o intensa, con gran deseo por el agua helada y excreción de grandes cantidades de orina muy diluida desde 3 a 15 litros por día. La deshidratación es un cuadro común, y puede ocurrir incontinencia como consecuencia de la distensión crónica de la vejiga urinaria. Al ser sometido a investigación, es posible encontrar un incremento en la osmolaridad plasmática y una disminución en la osmolaridad de la orina. Como la función de la hipófisis es normal, los niveles de ADH se encuentran por lo general algo aumentados o muy próximos a lo normal. La poliuria continúa mientras el paciente sea capaz de beber. Si por alguna razón el paciente se encuentra incapacitado para beber, pero aún sigue siendo incapaz de concentrar la orina, se producirá una severa hipernatremia acompañada de sus síntomas neurológicos.
Los síntomas generales pueden ser:
- piel reseca
- dolor de cabeza
- apariencia hundida de los ojos
- membranas mucosas resecas
- temperatura corporal baja
- irritabilidad
- pérdida de peso
- fatiga

## Diagnóstico
El diagnóstico diferencial incluye a la diabetes insípida neurogénica y a la polidipsia psicógena. Se pueden diferenciar por medio de un ensayo de privación de agua.
Desde hace poco se encuentran disponibles los test de laboratorio para dosar ADH y estos pueden ayudar en el diagnóstico.
Si es posible rehidratar apropiadamente al paciente, las concentraciones de sodio deberían mantenerse próximas al límite superior del rango normal. Esto, sin embargo, no es un hallazgo diagnóstico, sino que es dependiente del grado de hidratación del paciente.
También se puede utilizar desmopresina, si el paciente demuestra ser capaz de concentrar la orina luego de la administración de desmopresina, entonces se debe a que la diabetes insípida tiene un origen central; si no hay respuesta a la administración de desmopresina, entonces la causa más probable es la nefrogénica.

## Tratamiento
El objetivo del tratamiento es controlar los niveles de líquido en el organismo. A los pacientes se les suministra una gran cantidad de líquidos. La cantidad de líquidos suministrados debe ser igual a la cantidad de orina producida.
Si la afección se debe a un cierto medicamento, la suspensión de éste puede mejorar los síntomas. 
El tratamiento, por lo tanto, sigue las siguientes pautas:
Tratar cualquier causa subyacente, permitir al paciente que beba tanto como solicite. Corregir las anormalidades metabólicas. La primera línea de tratamiento es la administración de hidroclorotiazida y amilorida. Es necesario considerar una dieta baja en sal y proteínas.
En la diabetes nefrogénica causada por la medicación con litio (que se puede observar por ejemplo en pacientes con trastorno bipolar, se pueden utilizar diuréticos ahorradores de potasio, tales como la amilorida. El objetivo en este caso es lograr la excresión del litio. La utilización de hidroclorotiazida en este caso provoca un aumento en la aldosterona, lo que seguramente conduzca a un aumento en la retención de sodio y por consiguiente también de litio.

## Profilaxis
Todavía no se han establecido pautas preventivas para la Diabetes Insípida Nefrógena.